# Флоренс (тауншип, Миннесота)
Флоренс (англ. Florence) — тауншип в округе Гудхью, Миннесота, США. На 2000 год его население составило 1450 человек.

## География
По данным Бюро переписи населения США площадь тауншипа составляет 105,0 км², из которых 90,5 км² занимает суша, а 14,6 км² — вода (13,88 %).

## Демография
По данным переписи населения 2000 года здесь находились 1450 человек, 524 домохозяйства и 408 семей.  Плотность населения —  16,0 чел./км².  На территории тауншипа расположено 633 постройки со средней плотностью 7,0 построек на один квадратный километр. Расовый состав населения: 98,76 % белых, 0,41 % афроамериканцев, 0,41 % коренных американцев, 0,28 % азиатов и 0,14 % приходится на две или более других рас. Испанцы или латиноамериканцы любой расы составляли 0,34 % от популяции тауншипа.
Из 524 домохозяйств в 32,1 % воспитывались дети до 18 лет, в 69,5 % проживали супружеские пары, в 4,4 % проживали незамужние женщины и в 22,1 % домохозяйств проживали несемейные люди. 18,1 % домохозяйств состояли из одного человека, при том 6,7 % из — одиноких пожилых людей старше 65 лет. Средний размер домохозяйства — 2,57, а семьи — 2,90 человека.
23,5 % населения — младше 18 лет, 4,6 % — в возрасте от 18 до 24 лет, 24,3 % — от 25 до 44, 29,3 % — от 45 до 64, и 18,3 % — старше 65 лет. Средний возраст — 44 года. На каждые 100 женщин приходилось 93,3 мужчин.  На каждые 100 женщин старше 18 приходилось 94,9 мужчин.
Средний годовой доход домохозяйства составлял 53 971 доллар, а средний годовой доход семьи —  59 297 долларов. Средний доход мужчин —  35 260  долларов, в то время как у женщин — 26 957. Доход на душу населения составил 24 276 долларов. За чертой бедности находились 2,1 % семей и 4,4 % всего населения тауншипа, из которых 4,8 % младше 18 и 7,2 % старше 65 лет.